# Michonne
Michonne Grimes (Michonne Hawthorne nos quadrinhos), é uma personagem fictícia da série de histórias em quadrinhos americana The Walking Dead. A personagem é interpretada pela atriz Danai Gurira na série de televisão de mesmo nome e dublada por Samira Wiley no video game The Walking Dead: Michonne. Michonne foi criada pelo escritor Robert Kirkman e pelo desenhista Charlie Adlard e apresentada como uma sobrevivente dona de uma katana vestida sob um capuz, puxando algemas acorrentadas em dois cadáveres reanimados para proteção e camuflagem. Os dois caminhantes são posteriormente revelados como seu namorado zumbificado e seu melhor amigo. Tanto nos quadrinhos quanto na série de TV, ela tem um papel de destaque no conflito entre a cidade de Woodbury, liderada pelo Governador, e o grupo da prisão.
A jornada da personagem é contrastada entre as duas mídias (embora em ambos os meios, Michonne seja apresentada como uma intrusa que rapidamente prova ser um recurso valioso). Nos quadrinhos, Michonne é uma ex-advogada divorciada com duas filhas desaparecidas. Ela estabelece um relacionamento casual com Tyreese enquanto ele já está em um relacionamento com Carol. Seu conflito com o Governador é muito mais violento nos quadrinhos, suportando agressão sexual antes de mutilá-lo em vingança. O estado mental de Michonne se deteriora após muitas perdas, aproximando-a de Rick Grimes, que compartilha um trauma semelhante. Apesar de encontrar paz temporária com Ezekiel no Reino, Michonne foge para Oceanside antes de retornar. Sua ausência foi explorada em uma minissérie de 3 episódios da Telltale Games, explorando sua partida e sua vida no mar.
A história de Michonne é ligeiramente alterada na série de televisão, tendo um filho de três anos chamado André Anthony, enquanto o destino de seu namorado e amigo permanece o mesmo. Na série de televisão, o trauma e a natureza protegida de Michonne diminuem gradualmente conforme ela se recupera lentamente e se descobre abrindo e investindo em uma comunidade do grupo central de Rick. O conflito dela com o Governador é motivado por sua tentativa de matá-la após deixar a cidade sob a suspeita de que ele é perigoso e tentando proteger sua amiga Andrea. Além disso, seu relacionamento com a família Grimes é explorado com mais profundidade enquanto ela incentiva seu grupo a lutar por um santuário em Washington, DC. Ela também desenvolve um romance com o protagonista Rick Grimes, tornando-se mãe adotiva de seus filhos Carl Grimes e Judith Grimes. Nos 6 anos após o desaparecimento de Rick, ela se torna uma das líderes da Zona Segura de Alexandria e dá à luz o filho de Rick, Rick Jr. (RJ).
A personagem foi elogiada pela crítica, muitas vezes considerado a favorita dos fãs em ambos os meios. Michonne foi eleita a 86ª posição no Top 100 Comic Book Heroes da IGN e o desempenho de Gurira foi bem recebido.

## Biografia
Michonne era uma advogada divorciada que perdeu a guarda de suas duas filha para seu ex-marido. Quando o apocalipse ocorreu, ela, seu namorado e um amigo dela ficaram bloqueados em sua casa por vários dias à espera de qualquer notícia de que estava acontecendo e logo seu namorado foi mordido por uma dos zumbis. Depois de ter acabado os suprimentos, Michonne decidiu ir buscar comida na casa de seu vizinho e lá encontrou a katana que o filho dele tinha. Ao voltar para casa ela descobre que seu namorado e seu amigo tinham se tornados zumbis e, em seguida, incapaz de aniquilá-los cortou os braços e os maxilares das criaturas e os amarraram com uma corrente, utilizando-os como escoltas para evitar aproximação de outros zumbis.

### Quadrinhos
Michonne é introduzida na edição 19 de The Walking Dead como uma sobrevivente misteriosa armada com a katana no apocalipse zumbi. Ela salva um sobrevivente chamado Otis de alguns zumbis e o segue até uma prisão, onde o grupo de Rick Grimes está vivendo. Ela imediatamente constrói laços com Tyreese, quando reconhece que já o viu jogando na TV e compartilha sua paixão por levantamento de peso com ele. Michonne se precipita e o seduz, o que causa o fim de seu relacionamento com Carol e a tentativa de suicídio da mesma. Michonne revela alguns detalhes de sua vida antes do apocalipse. Ela era uma advogada que tinha terminado recentemente seu casamento e perdeu o seu filho. Ela parece ter sofrido algum tipo de trauma ou doença mental, e tem alucinações com seu ex-namorado, muitas das vezes conversando com ele. Michonne mais tarde admite a Rick que ela tem algumas conversas imaginárias com o namorado morto como um mecanismo de enfrentamento para lidar com horrores do mundo real.
Mais tarde, Michonne está entre o pequeno grupo enviado para investigar a recente queda de um helicóptero, e no caminho eles se deparam com a cidade de Woodbury. O governador (líder da cidade) os engana e os tranca em alguns galpões, e violentamente estupra, tortura, e usa Michonne como um brinquedo sexual. Ele logo percebe que ela deve ser tratada de forma mais agressiva quando ela mata todos os participantes de um torneio de estilo gladiador. O grupo escapa, mas Michonne fica para trás, dizendo que "ela tem que cuidar de algumas coisas". Ela sadicamente tortura o Governador antes de ir de volta para a prisão com o resto do grupo. Quando o Governador chega na prisão e quer retalhar a todos, Michonne e Tyreese atacam o grupo inimigo na floresta e matam vários adversários, na tentativa de diminuir seus oponentes e dar tempo dos outros na prisão se prepararem para o próximo ataque. Michonne é obrigada a fugir depois de quase ser capturada, e Tyreese é capturado e usado como refém para o Governador entrar na prisão. O grupo não aceita a proposta e o Governador mata Tyreese com a katana de Michonne. Momentos depois, ela retorna e recupera sua espada, desaparecendo novamente na floresta.
Depois dos acontecimentos na prisão, ela volta a fim de encontrar a RV do grupo e encontra a cabeça de Tyreese reanimada como zumbi, e com sua katana ela dá um fim de descanso a ele. Michonne finalmente encontra Carl e Rick depois de vagar pela floresta por vários dias e depois de resgatar o menino de um zumbi, ela começou uma jornada novamente com eles em busca dos outros. Durante esse tempo, ela tentou consolar Rick pelas perdas de seus entes queridos ao mesmo tempo em que confessou que também tinha conversas com seu namorado morto, assim como ele fazia com Lori e também tentou convencê-lo de que ele nem sempre podia ter as decisões certas. Mais tarde eles se juntam a outros sobreviventes do grupo (Glenn, Maggie, Dale, Andrea e outros) na fazenda do Hershel Greene. Na fazenda eles encontram mais três sobreviventes (Abraham Ford, Eugene Porter e Rosita Espinosa) e seguem viagem com eles para Washington, DC, em busca de uma cura para os zumbis. Quando os caçadores canibais aterrorizaram todo o grupo na viagem para Washington e também mutilaram a perna de Dale para comê-la, Michonne ajudou Rick e os outros a se vingar do que aconteceu e acabar com os bandidos que estavam tentando matá-los para comê-los e não ela não mostrou remorso nem reação ao acabar com eles com a ponta de sua katana. Michonne viaja com os sobreviventes também em busca de segurança e encontram Morgan Jones, o homem que ajudou Rick no começo do apocalipse. Quando Rick pergunta se ela acha Morgan atraente, Michonne admite que sim, mas diz que ainda está de luto pela morte de Tyreese.
Quando os sobreviventes localizam a cidade de Alexandria, decidem residir ali, já que é um porto seguro e já é habitável por outras pessoas boas. Michonne tem dificuldade de abrir mão de sua espada e confronta o líder da cidade Douglas Monroe, mas Olivia (outra sobrevivente de lá) convence Douglas a permitir que Michonne fique com sua katana. Michonne se instala em seu novo "lar", coloca sua espada acima de uma lareira e se lembra de todas as maneiras terríveis que ela a tem usado para sobreviver. Michonne começa a baixar a guarda, e Rick pergunta a Douglas se há um trabalho para ela na comunidade. Como não há necessidade de advogados, Douglas recomenda fazer dela uma policial juntamente a Rick na comunidade de Alexandria. Michonne vai a uma festa de boas-vindas realizada por Douglas em honra aos novos moradores de Alexandria, mas sem mantém quieta e reservada durante as festividades. Quando uma das moradoras da comunidade, Bárbara, faz uma pergunta bem-intencionada sobre o que Michonne gostaria de comer e se oferece para cozinhar pra ela, Michonne fica indignada e pergunta se isso é tudo o que ela realmente se preocupa, pois tudo ali parecia um faz de conta, já que eles fingiam não saber da existência e ameaça real dos zumbis. Depois das festividades ela encontra Morgan, que confessa ter deixado a festa mais cedo assim como ela, e os dois acabam fazendo sexo naquela noite. Os dois finalmente dão uma chance ao relacionamento entre eles.
Michonne acaba se apaixonando por Morgan. Os dois finalmente têm a chance de se recuperar o amor e ela concorda em ir com calma e se conhecer melhor. Quando Alexandria é invadida por uma enorme horda de zumbis, Morgan é mordido no braço, ela fica arrasada quando ele é mordido e seu braço é amputado na tentativa de salvar sua vida. Michonne então pede desculpas a Morgan aparentemente inconsciente. Ela diz que não quer ser uma pessoa insensível e pede seu perdão, apenas para descobrir que ele já morreu. O grupo vence com sucesso o ataque da enorme horda de zumbis e, em seguida, realiza funerais para Morgan e outros amigos mortos. Rick encontra Michonne sentada no túmulo de Morgan e diz que ela teria vivido com Morgan pelo resto de sua vida. Michonne pergunta a Rick se isso é divertido, ao que ele responde que todo mundo quer um relacionamento, e Michonne diz que acha que nunca será feliz. Michonne ajuda a eliminar a última horda de zumbis em Alexandria e Rick se aproxima dela, perguntando como ela se sente. Michonne responde que está se recuperando e acha que é bom que alguém se preocupe com ela.
Mais tarde, Michonne e Abraham estão matando zumbis do perímetro da Zona Segura de Alexandria quando são surpreendidos por um homem desconhecido, que mais tarde se revelou ser chamado Paul Monroe e apelidado de "Jesus". Paul revela que viajou de uma comunidade próxima e deseja estabelecer uma aliança entre todos eles. Rick, Michonne e Abraham começaram a explorar a área em busca de uma ameaça iminente, mas percebem que Paul estava dizendo a verdade, e Rick decide trabalhar com ele. Michonne, Rick e alguns outros viajam para a comunidade de Paul, o "Hilltop". Ao longo do caminho, Paulo ajuda o grupo a derrotar os zumbis, mesmo com as mãos amarradas, provando sua confiabilidade. Uma vez dentro de Hilltop, o grupo descobre que o líder, Gregory, estabeleceu um acordo com Negan, o líder brutal de um grupo de bandidos conhecido como "Os Salvadores". Os salvadores mantêm a área livre de mortos em troca de metade de tudo que os sobreviventes do Hilltop conseguem reunir. No entanto, os salvadores têm abusado dos membros da Colônia Hilltop e Rick decide ajudar a lidar com Negan, uma decisão que Michonne parece irritada. O grupo é atacado por um grupo de salvadores em seu caminho de volta para Alexandria, mas o grupo de Rick sai vitorioso e mata todos, exceto um deles. Rick o poupa para que ele possa entregar uma mensagem a Negan, dizendo que eles estão protegendo Hilltop agora e querem metade dos suprimentos de Negan.
Mais tarde, Abraham então é morto pelos salvadores em retaliação e Eugene é capturado, gerando um conflito entre Alexandria e os salvadores. Michonne viaja com Rick, Carl, Glenn, Maggie e Sophia até o Hilltop, mas eles são capturados por Negan ao longo do caminho. Negan bate selvagemente na cabeça de Glenn com um taco de beisebol e deixa os outros sobreviventes, dizendo que eles estarão de volta para coletar metade dos suprimentos de Alexandria. Michonne e os outros voltam para Alexandria, para descobrir que uma batalha ocorreu entre a Zona Segura e os Salvadores, resultando na captura de um dos homens de Negan pelo grupo de Rick. Rick deixa o homem ir em liberdade, mas Carl desaparece algum tempo depois, e Michonne se junta a Rick, Andrea e Jesus em uma viagem para a comunidade de Negan, suspeitando que os salvadores sequestraram Carl. Após uma breve briga entre Negan e Rick, é revelado que Carl está seguro e eles retornam a Alexandria. Não suportando mais as explorações dos Salvadores, Michonne, Rick e vários outros viajam para uma comunidade conhecida como "O Reino", onde Rick planeja obter ajuda de do líder Ezekiel para derrotar Negan. Ela e Ezekiel se envolvem romanticamente, apesar de começar com o pé esquerdo. Um grande guerra acontece entre as comunidades unidas contra Negan e os Salvadores, Michonne participa da guerra  ativamente e apesar das várias perdas de colegas a guerra termina com o grupo de Rick vitorioso e aprisionando Negan.
Com o fim da guerra, Michonne decidiu deixar seu grupo por um tempo, e navegar em um barco com uma nova equipe de sobreviventes para explorar terras distantes, com o objetivo de estabelecer trocas de mercadorias e/ou fronteiras. O desaparecimento de Michonne é explicado no videogame.
Tempos depois, Michonne desembarca de um veleiro. Ela imediatamente mostra seus sentimentos negativos em relação a Ezekiel, enquanto Rick faz muitas perguntas sobre por que Michonne deixou Ezekiel e o Reino, ela revela que abandonou suas filhas durante o surto e que nunca seria capaz de começar uma nova vida com todo o seu arrependimento. A conversa termina com Rick dizendo a ela para "se recompor" e "voltar para casa". Após o desaparecimento de Carl, Michonne e alguns outros descobrem as cabeças decapitadas de Ezekiel e Rosita em estacas, e Michonne fica arrasada com a morte de seu namorado. Mais tarde, eles descobrem que alguém ajudou Negan a escapar de sua cela. Michonne inicialmente deseja voltar a velejar com seu novo amigo Pete, mas Rick a encoraja a se tornar a nova líder do Reino, já que Eziekiel foi morto. Apesar de ter derrotado Negan, o grupo de Rick se envolve em outra guerra com um grupo conhecido como "Sussurradores". Michonne e seus aliados acabam vencendo, mas Alexandria é cercada por uma manada incrivelmente grande de zumbis. Os sobreviventes conseguem expulsar os caminhantes de Alexandria, mas Andrea é mordida no pescoço e morre. Michonne e Maggie são vistas levando seu corpo embora, enquanto o grupo lamenta suas perdas e reconstrói. Rick decide formar uma aliança cuidadosa com Negan, pois ele parece ter mudado seus caminhos.
Michonne eventualmente acaba em uma comunidade aparentemente utópica conhecida como Commonwealth, onde ela se reúne com uma de suas filhas, Elodie, que ela pensava ter morrido há muito tempo. Dada uma oferta para se juntar à comunidade e voltar ao seu antigo emprego como advogada, Michonne dá a Eugene sua espada e o envia de volta para Rick como uma forma de dizer que está pronta para uma nova vida. No entanto, ela retorna à ação uma última vez para evitar que Elodie participe da revolta violenta contra a governadora da Commonwealth, Pamela Milton, e mantê-la a salvo de um bando invasor de Zumbis.
A última aparição de Michonne nos quadrinhos ocorre décadas após o trágico assassinato de Rick por instigar a revolta. Neste ponto, as sociedades ao redor do mundo foram restauradas significativamente e os zumbis agora são mais estranhos do que a maioria. Carl já adulto é julgado perante Michonne, agora uma juíza da Suprema Corte da Commonwealth, pelo crime de matar zumbis que Hershel Rhee manteve como um programa itinerante, já que agora são vistos como propriedade. Michonne considera Carl inocente, garantindo uma resolução pacífica para Carl e sua família.

### Série de TV

Michonne como retratada na série de TV por Danai Gurira.

Na série de televisão, Michonne (Danai Gurira) tinha um filho chamado Andre Anthony, fruto de seu relacionamento com seu namorado Mike. Quando o surto ocorreu, Michonne conseguiu recuperar uma katana com a qual começou a se defender e também fugiu com seu filho, seu namorado e um amigo chamado Terry para um acampamento de sobreviventes. Depois de voltar de uma expedição, ela descobriu que o acampamento havia sido destruído por zumbis e também Mike e Terry, por estarem tão bêbados e drogados, foram incapazes de proteger Andre Anthony. Assim como nos quadrinhos, Michonne cortou as mandíbulas e braços de seu namorado e amigo zumbificados e saiu com eles para sua jornada.

#### Segunda temporada
Michonne faz sua primeira aparição no último episódio da segunda temporada, salvando Andrea (Laurie Holden) de um zumbi, decapitando-o com sua katana. Como nos quadrinhos, ela é acompanhada por dois zumbis acorrentados ao seu lado, com os braços e as mandíbulas inferiores removidos (para impedi-los de atacá-la ou mordê-la). Ao remover a sua capacidade de comer, Michonne efetivamente doma estes zumbis, além de usá-los para carregar malas e tê-los como estratégias de camuflagem aos demais zumbis.

#### Terceira temporada
Na terceira temporada ela se torna a melhor amiga de Andrea e sobrevive com ela vários meses. Michonne vai em busca de remédios e suprimentos para ajudar sua amiga que está doente. Quando elas encontram um helicóptero caído, também encontram o Governador (David Morrissey) e seus homens, dentre eles Merle Dixon (Michael Rooker), um homem que foi largado em cima do telhado de um prédio pelo antigo grupo de Andrea. O Governador as leva até sua comunidade, a cidade de Woodbury, onde elas aparentemente encontram ajuda médica, vários suprimentos e um local para ficar. Michonne percebe que o Governador não é quem diz ser após investigar alguns carros de soldados mortos a sangue frio. Michonne conversa com Andrea e decide ir embora dali, mas sua amiga não concorda com a ideia e decide ficar.
Quando Michonne vai embora, é perseguida por Merle e alguns outros soldados de Woodbury, que foram mandados pelo Governador para matá-la e ter sua cabeça como trófeu. Ela consegue matar alguns deles, mas leva um tiro na coxa e consegue fugir encontrando mais tarde Glenn (Steven Yeun) e Maggie (Lauren Cohan) que estão numa busca por suprimentos, mas permanece escondida, pois não os conhecia, e ouve eles dizendo da prisão onde eles residem. Glenn e Maggie são pegos por Merle, que os obriga a seguir até Woodburry com ele, e Michonne pega os suprimentos e vai até a prisão. Na prisão, Michonne quase é morta por alguns zumbis, mas Rick (Andrew Lincoln) e Carl (Chandler Riggs) salvam ela e a leva pra dentro. No interior da prisão Hershel (Scott Wilson) cura o ferimento de Michonne e a mesma lhes conta o ocorrido. Quando Michonne fica melhor, ela, Rick, Daryl Dixon (Norman Reedus) e Oscar vão até Woodbury para salvar Glenn e Maggie.
Depois que eles chegam em Woodbury, Michonne os ajuda a entrar na cidade por uma passagem na cerca, e enquanto os outros salvam Glenn e Maggie, ela vai até a casa do Governador, encontra Penny (a filha zumbi do Governador), e a mata. O Governador e Michonne começam a lutar brutalmente depois da morte de Penny, Michonne pega um caco de vidro, enfia no olho do Governador e o cega, e quando ela tenta matar ele, Andrea chega e aponta uma arma na direção de Michonne, o que faz com que ela recue. Então, Michonne e os outros retornam para prisão e Rick fica desconfiado de Michonne e fica pensando se vai expulsar ela ou não. Quando o Governador ataca a prisão pela primeira vez, Michonne ajuda a defendê-la com sucesso e decide ajudar o grupo a preparar o local para um outro ataque futuro. Andrea chega visitar à prisão dias depois para iniciar uma negociação com eles, mas Michonne diz a ela que o Governador enviou Merle para matá-la e demonstra que ele não permite que ninguém saia vivo de Woodbury. Em busca de armas para o próximo confronto, Rick, Carl e Michonne voltam até a antiga cidade de Rick e encontram Morgan Jones (Lennie James), que os dá bastante munição e armamento pra combater o Governador, Rick diz a Michonne que agora ela é um deles.
Depois de voltar de uma reunião pacifica em Woodbury, Rick revela a Merle que o Governador afirmou que ele iria deixar o grupo da prisão em paz, se eles entregassem Michonne. Merle captura ela e tenta entregá-la para o Governador, mas ele diz a ela no carro que ele tem segundas intenções, e liberta ela; em vez disso ele embosca o grupo do Governador sozinho e mata um número razoável homens antes do Governador encontrá-lo e matá-lo. No final da temporada acontece outro ataque à prisão, mas Michonne e o grupo assustam os seus adversários e os colocam pra correr. Depois, ela com Rick e Daryl seguem eles até Woodbury pra acabar com a guerra, no entanto, eles se deparam com todos os aliados do Governador mortos. Uma sobrevivente (Karen) leva o grupo de volta para Woodbury para localizar Andrea, pois eles temem o pior, depois de saber que ela havia fugido de Woodbury para a prisão, mas nunca chegou lá. Eles conseguem encontrar Andrea, mas não antes que ela tenha sido mordida por Milton depois de ser reanimado como zumbi. Michonne oferece para ficar com ela em seus últimos minutos antes dela se matar para evitar a reanimação. Mais tarde, Michonne é vista com  o restante dos cidadãos de Woodbury e o resto do grupo voltando para a prisão.

#### Quarta temporada
Ao longo dos meses, Michonne continuou a procura do Governador para se vingar, e no inicio da quarta temporada ela volta para a prisão. Quando um ateque de zumbis acontece no bloco D, ela tenta conter o avanço de zumbis no portão da prisão e machuca o seu tornozelo. Beth Greene (Emily Kinney) ajuda no seu machucado, e pede pra Michonne segurar Judith no colo enquanto ela vai trocar de roupa (já que a bebê vomitou em Beth); quando Beth sai da cela, Michonne começa a chorar enquanto segura e abraça a bebê. Mais tarde, Michonne se oferece a ir com Bob Stookey (Lawrence Gilliard Jr.) e Daryl para obter antibióticos numa faculdade de veterinária para tratar uma doença mortal que eclodiu entre os sobreviventes, e Tyreese Williams (Chad L. Coleman) se junta a eles antes de sair. No rádio do carro eles ouvem uma mensagem oferecendo um santuário em um lugar chamado Terminus, antes que o carro é cercado de zumbis e eles são obrigados a fugir a pé. Quando eles obtêm o medicamento necessário da faculdade, Daryl discute com Michonne e a diz que o governador não será encontrado, e que ela é mais útil na prisão, e ela finalmente concorda em desistir de sua busca. Eles voltam para a prisão com o medicamento e Michonne ajuda Hershel a carregar os corpos dos zumbis que atacaram o local em um caminhão, e eles saem da prisão para queimá-los. De fora da prisão, o Governador sequestra Hershel e Michonne e convence seu novo grupo a usá-los como reféns para conseguir a prisão.
O Governador leva uma caravana bem armada com um tanque de guerra até a prisão e exige que Rick mande seu grupo sair do local, usando Hershel e Michonne como reféns. Rick tenta argumentar com o Governador, enquanto o vilão mantém a katana de Michonne no pescoço de Hershel. Rick oferece aos soldados do Governador se juntar a eles e fazer como os sobreviventes de Woodbury que se tornaram líderes na prisão, mas o Governador o chama de mentiroso e decapita Hershel. Quando o Governador manda seu grupo matar todos na prisão, Michonne consegue se desamarrar enquanto os inimigos derrubam as cercas da penentenciaria com seus veículos. Prestes a matar Rick, o Governador é esfaqueado por Michonne no peito antes dela ir embora. Quando Michonne retorna para a prisão, ela encontra a cabeça reanimada do Hershel e a mata com sua Katana. Ela pega dois novos zumbis de estimação e viaja com eles através da floresta.
Michonne começa a ter pesadelos sobre sua vida antes do apocalipse, e mais tarde, ela investiga pegadas pertencentes a Rick e Carl e segue-as até uma casa, onde eles se abrigaram dentro. Rick, Carl e Michonne logo são obrigados a partir quando um grupo de homens ruins invadiu a casa que eles estavam abrigados. Os três então decidem seguir os trilhos de trem na direção de uma comunidade chamada de Terminus, e são emboscados pelo grupo dos saqueadores que invadiram a casa. Daryl, que está viajando com os saqueadores, tenta argumentar com o líder, Joe (Jeff Kober), mas não consegue fazer nada. Joe ordena que sua gangue bata em Daryl até a morte, e diz a Rick que seu grupo vai estuprar Michonne e Carl antes de matá-lo. Enfurecido, quando um membro do grupo tenta realizar o ato em Carl, Rick brutalmente mata Joe mordendo um pedaço de sua garganta, em seguida, Michonne consegue se apossar de uma arma e mata dois saqueadores. Com os saqueadores mortos, Michonne, Rick, Carl e Daryl seguem até Terminus. Nos arredores de Terminus, Michonne conta pra Carl os detalhes da morte de seu filho e o porquê de usar o seu ex-namorado e o colega dele como zumbis de estimação. Ao entrar em Terminus, eles percebem que é uma armadilha. Michonne juntamente com Rick, Carl e Daryl tentam fugir, mas são capturados e forçados a entrar em um vagão de trem. O grupo se reune com Glenn, Maggie, Bob e Sasha Williams (Sonequa Martin-Green), e acabam conhecendo Abraham Ford (Michael Cudlitz), Eugene Porter (Josh McDermitt), Rosita Espinosa (Christian Serratos) e Tara Chambler (Alanna Masterson) (que também estão presos).

#### Quinta temporada
Michonne e os outros conseguem escapar de Terminus e se reencontram com Carol (Melissa McBride), Tyreese e Judith. O grupo decide seguir viagem e encontram o Padre Gabriel Stokes (Seth Gilliam) de quem eles desconfiam, mas ele lhes dá abrigo em sua igreja. Abraham tenta insistir para que eles viajem para Washington D.C., onde possam curar o surto, mas Michonne insiste para que eles encontrem suprimentos primeiro. Mais tarde, Gabriel leva Rick, Michonne, Bob e Sasha a uma loja para encontrar suprimentos onde Michonne revela que sente falta de Andrea e Hershel, mas não da sua espada que ficou para trás em Terminus. Mais tarde, o grupo se refugia na igreja para matar os caçadores canibais liderados por Gareth (Andrew J. West) e descobre que o grupo de Terminus está mantendo sua katana, que ela pega de volta. Dias depois, quando descobrem que Beth ainda está viva e mantida em cativeiro em um hospital em Atlanta, Geórgia, Rick lidera uma equipe para resgatá-la deixando Michonne, Carl e Judith na igreja. Ela ajuda na defesa contra um bando de zumbis atacam o local, mas a igreja é rapidamente invadida. Eles são salvos pela chegada oportuna de Glenn, Maggie, Abraham e os outros, e decidem ajudar Rick em Atlanta. Ao chegar ao hospital, Michonne e os outros testemunham Daryl carregando o corpo de Beth para fora do prédio, deixando Maggie arrasada.
Mais tarde, Michonne reforça a ideia do grupo ir para Washington, D.C., apesar da comunidade de Noah (Tyler James Williams) ser invadida em Richmond, Virgínia. Mais tarde, Tyreese é mordido e Michonne é forçada a amputar seu braço, mas ele morre devido à perda de sangue de qualquer maneira. Ao longo da viagem, Michonne mostra preocupação com Sasha dizendo-lhe para não ceder à raiva por suas perdas como Tyreese fazia, mas Sasha descarrega toda sua raiva nos zumbis. O grupo caminha 60 milhas até DC, enquanto enfrenta um tornado no processo. Um sobrevivente chamado Aaron (Ross Marquand) encontra o grupo e se revela como um recrutador de um porto seguro, Alexandria, e decide levá-los até lá apesar das desconfianças de todos devido as comunidades como Terminus e Woodbury. Michonne pede para que Rick dê uma chance a Aaron e assim o grupo chega aos portões de Alexandria no dia seguinte. O grupo de Rick tem dificuldade de assimilar as rotinas diárias dos residentes de Alexandria, e a líder Deanna Monroe (Tovah Feldshuh) pede a Rick e Michonne para se tornarem os policiais da cidade, e ambos aceitam seus novos papéis. Deanna explica a Rick e Michonne que seus papéis básicos como policiais são manter a paz e estabelecer um senso de civilização dentro das muralhas de Alexandria. Deanna convida todo o grupo para uma festa de boas-vindas em sua casa e Michonne comparece relutantemente. Abraham a encontra sozinha do lado de fora, e os dois conversam sobre como se ajustar à nova vida. Mais tarde, Michonne é vista pendurando sua espada em cima da lareira em uma das casas de Alexandria, embora ela não pareça satisfeita em fazê-lo.

#### Sexta temporada
Dias depois, o grupo descobre uma enorme manada de zumbis presos dentro de uma pedreira não muito longe de Alexandria. Eles decidem usar o rebanho como uma oportunidade de aprendizado e também eliminar a ameaça antes que ela se torne um problema mais tarde. Enquanto tentam afastar o rebanho da pedreira, Michonne, Rick, Morgan e alguns outros ouvem uma buzina soando em Alexandria. O barulho chama a atenção dos caminhantes e a manada começa a se dirigir em direção à comunidade. Morgan é enviado à frente dos outros para descobrir o que está causando o barulho. Rick decide se dividir para atrair mais caminhantes em outra direção, dando a Michonne e Glenn a tarefa de garantir que eles levem os outros de volta para Alexandria e descobrir o que está acontecendo. Durante a missão, Michonne, Glenn e Heath (Corey Hawkins) lutam para ficar à frente da manada e manter os outros vivos. Glenn se separa do grupo e apenas Michonne e Heath voltam para Alexandria com vida. Uma vez na comunidade, Michonne informa a Maggie que não tem certeza do que aconteceu com Glenn, mas que ele enviaria um sinal se estivesse vivo. Rick volta para Alexandria também, mas foi seguido pelo rebanho e mal consegue voltar para dentro das muralhas de Alexandria enquanto Michonne ajuda a fechar os portões. Com os caminhantes reunidos fora dos muros, o grupo deve decidir como resolver o problema enquanto espera pelo retorno de Glenn, Daryl, Sasha e Abraham. Rick e Michonne aprendem mais sobre o que aconteceu e que a busina foi acionada durante o ataque da guangue "Os Lobos", e Carol os informa que Morgan permitiu que vários dos lobos escapassem (mais tarde mortos por Rick).
O rebanho de zumbis finalmente rompe os muros de Alexandra após derrubar a torre de guarda, fazendo os sobreviventes se refugiarem dentro das casas. Deanna falece após ter sido mordida por um zumbi durante um ataque. Rick elabora um plano para o grupo se cobrir com as tripas de dois caminhantes que mataram, o que permite que eles saiam de casa sem serem detectados pelos mortos. No entanto, o filho de Jessie Anderson (Alexandra Breckenridge), assustado com a situação, começa a chamar sua mãe enquanto o grupo se dá as mãos e se move pelo rebanho. Infelizmente, Jessie e seu filho mais novo são devorados pelos caminhantes. Michonne é forçada a esfaquear Ron (Austin Abrams), que atira em Carl no olho. Rick e Michonne levam Carl para a enfermaria e ajudam os residentes sobreviventes a expulsar o rebanho de Alexandria. Dois meses depois, Alexandria está sendo reconstruída e as coisas mais ou menos voltaram ao normal. Depois de compartilhar um momento sincero com Carl, Michonne percebe o que ela deseja em sua vida. Naquela noite, ela e Rick se beijam e fazem sexo, iniciando um relacionamento romântico. No entanto, o grupo de Rick logo se envolve em um conflito com Negan (Jeffrey Dean Morgan), líder de um grupo chamado "Os Salvadores" que oprimem as comunidades da região atrás de suprimentos. Negan captura a maioria dos sobreviventes do grupo de Rick e mata um deles com "Lucille", um taco enrolado em arame farpado, como punição ao grupo por tentar desafiá-lo.

#### Sétima temporada
Michonne testemunha horrorizada a morte dos membros do grupo Abraham e Glenn pelas mãos de Negan. Mais tarde, ela é mantida sob a mira de uma arma, junto com o resto do grupo, enquanto Negan ordena a Rick que corte o braço esquerdo de Carl para remover o resto da desobediência de Rick. Michonne diz a Negan que eles irão obedecê-lo, mas Negan diz a ela que é Rick quem não entende. Felizmente, Negan interrompe Rick de cortar o braço do filho, pois foi tudo um teste para quebrar sua vontade, o que é um sucesso. Alexandria se torna uma comunidade vítima da ditadura de Negan, e prevendo que uma batalha poderia ocorrer no futuro, Michonne permaneceu treinando com um rifle as escondidas até ter sua arma confiscada por Rick para entregar aos Salvadores. Mais tarde, após fazer uma salvadora lhe levar para a base de Negan, O Santuário, e observar o poder e o alcance dos Salvadores, ela retorna e tenta convencer Rick a lutar, apesar do poder de Negan. Rick concorda, tendo visto os custos da subjugação e os dois se reunirem com Maggie e Daryl no Hilltop para planejar seu próximo movimento contra os salvadores. Michonne também vai com Rick e Jesus ao Reino para conseguir a ajuda do líder Ezekiel (Khary Payton). Quando isso falha, eles se aliam a um grupo desconhecido chamado "Os Catadores" liderados por Jadis (Pollyanna McIntosh), que vivem em um ferro-velho. Mais tarde, Michonne sai a procura de armas com Rick e aproveitam o tempo juntos. Durante um ataque de zumbis, Rick é aparentemente morto e Michonne entra em um estado catatônico, quase se permitindo ser morta antes que Rick seja revelado que está bem e eles consigam vencer. Michonne mais tarde confidencia a Rick que não consegue suportar a ideia de perdê-lo, mas concorda que ela assumirá o comando se ele morrer na próxima luta.
Depois que Tara conta a Rick sobre o arsenal em Oceanside, eles levam um grupo de alexandrinos para uma comunidade distante. Michonne se junta a eles para adquirir armas e pessoas para vencer a guerra contra os salvadores. A líder de Oceanside, Natania (Deborah May) se recusa a participar da guerra contra os salvadores mas permite que o grupo de Rick leve suas armas para a batalha. O grupo retorna para Alexandria e encontram Dwight (Austin Amelio), um desertor dos salvadores que revela querer ajudá-los. No final da temporada, Rick e seu grupo são traídos por Jadis e os Catadores, e é revelado que Sasha morreu e se transformou em um zumbi, desconhecido para Negan. Sasha zumbificada ataca Negan, mas não consegue matá-lo. Michonne participa da batalha que se segue, e fica gravemente ferida e quase morre. Mais tarde, ela é vista descansando na cama, com Rick ao seu lado.

#### Oitava temporada
A oitava temporada da série se concentra na guerra em curso contra Negan e os Salvadores, com ambos os lados sofrendo várias derrotas. Michonne não faz muitas aparições inicialmente, mas torna-se mais envolvida na segunda metade da temporada. Na estreia da segunda metade da temporada, "Honor", ela e Rick lidam com as consequências de Carl ser mordido por um andador. Michonne é forçada a dizer um adeus choroso enquanto Carl, perto de se virar, atira em si mesmo para evitar a reanimação. Então, ela e Rick deixam Alexandria destruída pelos Salvadores depois de enterrar Carl e se dirigem para o Hilltop, parando no ferro-velho no caminho. Michonne parece chocada ao descobrir que todas as pessoas de Jadis foram assassinadas e fica um pouco desconfortável depois que Rick decidiu não salvá-la. O casal finalmente chega ao Hilltop e Michonne contata Negan via walkie-talkie e lê a carta de Carl endereçada a ele, na tentativa de mudar a opinião de Negan e terminar o conflito sem derramamento de sangue, uma crença que se tornou muito importante para Michonne no final da oitava temporada. No entanto, Negan insiste em matar Rick e destrói o walkie-talkie. No episódio final, Rick finalmente luta com Negan e vence. Em vez de matá-lo, Rick apenas corta sua garganta e decide prendê-lo por suas ações, para desespero e raiva de Maggie. Michonne, no entanto, concorda com a escolha de Rick.

#### Nona temporada
A nona temporada da série mostra o grupo de Rick tentando construir novas vidas após o fim do conflito contra os Salvador, com Negan sendo mantido na prisão dentro de Alexandria. Apesar da perda de Carl, Rick e Michonne seguiram em frente e se concentraram em construir um futuro para Judith. O casal também decide começar a tentar conceber um bebê juntos. Os sobreviventes iniciou a construção de uma ponte que servirá para conectar Alexandria, o Reino e o Hilltop com o Santuário, garantindo que todas as comunidades possam ficar em contato. Rick e os outros descobriram que os salvadores restantes que ainda moram no Santuário estão agora morrendo de fome sem Negan para liderá-los. Maggie inicialmente se recusa a ajudá-los, mas acaba mudando de ideia. Michonne até sugere que as comunidades tenha leis comuns que todos seguem e, depois de obter a opinião de Maggie, ela começa a redigir um estatuto. No entanto, no Hilltop, seu líder Gregory (Xander Berkeley) faz duas tentativas infrutíferas contra a vida de Maggie. Fazendo justiça com suas próprias mãos, Maggie faz Daryl enforcar Gregory por sua traição, o que choca Michonne e Rick.
Apesar de ficar ocupada durante todo o dia supervisionando a construção em Alexandria e cuidando da comunidade em geral, Michonne ainda se sente insatisfeita. Ela então percebe que é porque ela não enfrentou qualquer emoção real porque ela não despachou nenhum zumbi por um tempo. Decidindo não contar a Rick, ela se aventura tarde todas as noites para lutar contra qualquer zumbi que esteja vagando fora das muralhas de Alexandria. Quando Maggie chega em Alexandria para matar Negan, Michonne a impede de entrar na cela do vilão. Embora Maggie queira vingança por ele ter matado seu marido Glenn, Michonne diz a ela que isso só vai começar outra coisa. No entanto, Maggie é insistente e Michonne se afasta para que ela entre. Apesar de sua chance, Maggie percebe que Negan já está destruído por si só e decide deixá-lo sofrer na cela. Mais tarde, Rick aparentemente se sacrifica explodindo a ponte para parar uma manada de zumbis, deixando Michonne arrasada. Desconhecido para Michonne e todos os outros, Rick na verdade sobrevive à explosão e é levado em um helicóptero, acompanhado por Jadis/Anne. Nos seis anos após seu desaparecimento, é revelado que Michonne assumiu a liderança da comunidade de Alexandria e estava grávida na época da suposta morte de Rick; ela agora é mãe da filha de Rick, Judith (Cailey Fleming), bem como de seu próprio filho, Rick Jr. (RJ) Grimes.
Torna-se evidente que, ao longo desses seis anos, uma grande cisão se formou entre Michonne e as outras comunidades. Ela está hesitante em viajar para o Hilltop, expressando preocupação de que Maggie possa matá-la se a vir. Além disso, Tara parece fria com Michonne quando ela chega lá. No entanto, é revelado que Maggie não está mais em Hilltop e partiu para ir com outro grupo, do qual Michonne não sabia. Carol, agora em um relacionamento com Ezekiel e ajudando-o a liderar o Reino, tenta convencer Michonne a permitir que Alexandria volte com sua aliança com as outras comunidades, mas ela recusa. Em algum momento, Michonne descobre que Negan escapou de sua cela, apenas para retornar a ela pouco tempo depois, por sua própria vontade. Confrontando-o na prisão, ela acredita que ele só voltou porque não conseguiu sobreviver sozinho no novo mundo. Negan rebate que mudou ao longo dos anos e quer ajudar Michonne a liderar Alexandria, ideia que ela rejeita. Ela também descobre que Judith tem conversado com Negan em segredo. Judith acredita que Negan não é uma pessoa má, o que a coloca em conflito com Michonne.
Simultaneamente, Michonne e os outros devem lidar com uma nova ameaça - os Sussurradores, um grupo de pessoas que sobrevivem entre os caminhantes usando a pele no rosto e imitando os zumbis. O aliado de longa data Jesus (Tom Payne) é morto quando é pego de surpresa e esfaqueado por um Sussurrador em um cemitério. Daryl mata o homem e descobre que todos eles usam pele de andador sobre o rosto. Mais tarde, quando Daryl aparece nos portões de Alexandria com Henry (Matt Lintz) e Lydia (Cassady McClincy) feridos, filha da líder dos sussurradores Alpha (Samantha Morton), Michonne e Aaron hesitam inicialmente em permitir a entrada de Lydia. No entanto, Michonne decide que confia em Daryl e permite que eles entrem, mas apenas o suficiente para que Henry consiga atendimento médico. Ela se recusa a fornecer uma escolta para eles enquanto planejam viajar para o Reino. Judith decide fugir sozinha para protegê-los, levando a pistola de Rick com ela. Michonne parte para rastrear Judith, chegando a tempo de salvá-la de um grupo de zumbis. Judith diz que Daryl e os outros ainda são seus aliados e agora devem ajudá-los. Michonne decide que Judith está certa e elas saem juntos para alcançar Daryl e os outros, sem saber que estão sendo vigiados por dois Sussurradores.
Michonne decide fazer as pazes com todos os líderes das comunidades para se unirem contra Alpha. Ela se desculpa por Alexandria ter renunciado a seus relacionamentos e que Alexandria dará asilo à Lydia, e estabelecer um pacto de proteção mútua sabendo que Alpha provavelmente retaliará. Sabendo da ameaça, Alpha se vinga matando Henry, Tara, Enid (Katelyn Nacon) e outros membros das comunidades. Michonne se culpa por suas mortes. Dias depois, devido a uma tempestade de neve, o grupo cruza o território dos Sussurradores para voltar para suas próprias comunidades. Michonne e os outros finalmente conseguem voltar para Alexandria, onde ela fica aliviada por se reunir com Judith e RJ.

#### Décima temporada
A décima temporada foi confirmada como a última de Michonne na série, com Gurira saindo após alguns episódios durante a primeira metade da temporada.
A décima temporada da série concentra-se na luta do grupo para sobreviver enquanto está sob a vigilância onipresente de Alpha e os Sussurradores. Michonne conhece um homem chamado Virgil (Kevin Carroll), que pode ocupar uma posição vital na guerra contra os Sussurradores. Michonne concorda em viajar com ele de barco até uma ilha abandonada para ajudá-lo a encontrar sua família, em troca de armas que o grupo pode usar contra Alpha. Michonne deixa seus filhos com Daryl, Carol e os outros, partindo em um barco. Michonne chega à base naval com Virgil, mas não encontra armas, logo percebe que é uma armadilha; antes que ela seja capaz de partir, no entanto, Virgil a tranca e ela descobre que há outros prisioneiros na ilha. Virgil então a droga, e ela tem visões alucinógenas de Andrea e Siddiq, e de como sua vida teria sido se ela tivesse ficado do lado de Negan e os Salvadores. Quando ela volta a si, ela apunhala Virgil, escapa e liberta os outros. Ela persegue Virgil até um depósito onde encontra as botas de Rick. Mais tarde, em um navio naval encalhado, ela também encontra um telefone com o nome de Rick e um desenho dela e de Judith gravado nele, sugerindo que Rick ainda pode estar vivo. Ela permite que Virgil viva, se despede dos outros e contata Judith por walkie-talkie para contar sobre sua intenção de encontrar Rick. Com dois novos zumbis presos por correntes, Michonne começa sua jornada. Mais tarde, ela encontra um homem e uma mulher, que precisam de ajuda para alcançar um grande grupo de tropas organizadas marchando à frente deles. Pensando em como Rick a ajudou todos aqueles anos atrás, ela decide ajudá-los. Michonne se desfaz dos zumbis presos nas correntes e segue com o casal para alcançar o grupo maior.

#### Décima primeira temporada
Em "For Blood", Judith pergunta a Virgil o que ele sabe sobre a saída de Michonne. Porém, Virgil não sabe o nome do homem que Michonne procurava, mas compara Judith à sua mãe adotiva.
No final da série, mais de um ano após a partida de Michonne para encontrar Rick, ela continua sua busca, embora pareça ter se separado do grupo de sobreviventes que encontrou e retomou sua jornada sozinha a cavalo. Ao mesmo tempo, Judith finalmente revela a verdade sobre a partida de Michonne e a sobrevivência de Rick para seus amigos. Saindo em busca de outros sobreviventes, Daryl promete a Judith que também tentará encontrar Rick e Michonne e trazê-los para casa.

### ''The Walking Dead: The Ones Who Live"
No spin-off de The Walking Dead focado em Rick e Michonne, é revelado o paradeiro de Rick Grimes. Rick esteve preso na CRM (República Cívica Militar) durante todos esses anos longe de casa, com tentativas de fuga malsucedidas. Ele tem constantes sonhos com Michonne em um mundo normal, onde eles se apaixonam.
Acompanhamos Michonne logo após ajudar Bailey (Andrew Bachelor) e Aiden (Breeda Wool), o homem e a mulher que ela encontra no seu ultimo episódio da série principal, a alcançar o seu grupo. Ela consegue ajuda deles e de Nat (Matthew August Jeffers), recebendo um cavalo, armadura e armas para seguir na sua busca por Rick. Mais tarde, eles se juntam a ela e a auxiliam contra uma gigantesca horda de zumbis, sendo atacados com gás cloro pelo CRM pouco tempo depois. O gás mata todos exceto Michonne e Nat, que são forçados a passar um ano se recuperando dos danos causados aos seus pulmões e garganta. Seguindo para o local mencionado no diário de bordo do barco que encontrou junto aos pertences de Rick, Michonne e Nat encontram uma zona segura abandonada e dezenas de corpos queimados. Nat convence Michonne a voltar para Alexandria, mas a manter a fé de que Rick ainda está vivo. No caminho de volta, os dois avistam um helicóptero CRM e o atacam usando os explosivos de Nat em retaliação pela morte de seus amigos, causando no reencontro de Michonne e Rick, que estava no helicóptero. Nat é morto por um soldado sobrevivente do CRM, e Rick ajuda Michonne a criar uma história falsa para o CRM, prometendo que eles escaparão de lá juntos. No entanto, Rick é confrontado por Jadis, que reconheceu Michonne e o ameaça se eles tentarem escapar, enquanto Michonne deseja derrubar o CRM, apesar dos avisos de Rick de que eles nunca voltarão para casa se tentarem.
Michonne convence o CRM de que é uma mulher chamada Dana, que fazia parte de uma grande comunidade com sua irmã, mas seus líderes eram pessoas más e a comunidade caiu. Ela, então, se torna uma uma consignatária do CRM, que são sobreviventes que devem trabalhar matando zumbis por anos antes de receberem a cidadania.
Rick tenta ajudar Michonne a escapar sozinha, mas ela se recusa a ir sem ele. Durante um tour no Millenium Park, Michonne conhece o artista que criou os celulares desenhados de Rick e encontra uma nova esperança. Depois de receber o Echelon Briefing - a revelação de todos os segredos do CRM - e uma promoção, Thorne (Lesley-Ann Brandt) fica mais determinada do que nunca a seguir os passos de Okafor, recorrendo relutantemente à ajuda de Michonne para uma missão. Quando Michonne não a obedece durante a missão, Thorne quase a mata, e Rick termina o relacionamento com Michonne e promete manda-lá embora sozinha, na tentativa de protegê-la. No entanto, Michonne se joga de um helicóptero no ar levando Rick consigo em uma ousada fuga durante a viagem de volta.
Após pular do helicóptero, Rick e Michonne caem em um rio nos arredores de uma comunidade de inovadores formada após o início do apocalipse e que ainda tem energia elétrica e aparelhos eletrônicos. No entanto, esta comunidade falhou em algum momento, com os moradores provavelmente morrendo de fome e deixando-a invadida por caminhantes. Michonne então começa a tentar convencer Rick a voltar para casa com ela, revelando que eles têm um filho juntos chamado Rick Jr. No entanto, Rick ainda se recusa a voltar, dizendo a ela que Jadis matará todos que eles conhecem se eles escaparem. Eles descobrem que o helicóptero em que estavam caiu durante a tempestade, dando-lhes a oportunidade perfeita para escapar, já que o CRM acreditará que eles estão mortos, mas Rick continua dizendo que não irá para casa com ela com a intenção de completar a missão de Okafor de reformar o CRM em algo melhor. Michonne então decide deixar Rick para trás, com Rick indo atrás dela logo em seguida. Um helicóptero do CRM bombardeia os destroços para destruir qualquer evidência da existência do CRM, prendendo Rick e Michonne em um prédio em ruínas cheio de caminhantes. Rick e Michonne lentamente se reconectam e fazem sexo. Depois disso, Michonne conversa com Rick, fazendo com que ele admita que não consegue mais ver o rosto de Carl devido a seus traumas e que tem medo de estar com Michonne de novo, pois Rick não sobreviveria perdê-la novamente. Depois que Michonne dá a Rick um iPhone com o retrato de Carl gravado nele, ela convence Rick a ir para casa com ela. Rick e Michonne escapam quando o prédio que estavam entra em colapso e pegam um dos veículos híbridos da comunidade que tem etanol suficiente para levá-los para casa em Alexandria.
A caminho de Alexandria, Rick e Michonne fazem uma parada para descansar. Eles encontram e lutam contra uma família de bandidos e passam a noite no Parque Nacional de Yellowstone, onde Jadis, tendo deduzido que eles sobreviveram, os encontra. Jadis tenta matá-los sem sucesso e quase morre. Ela foge e o casal vai atrás dela em uma perseguição de carro. Jadis então pede ajuda dos bandidos, com Rick e Michonne sendo incapazes de matar Jadis devido ao seu dossiê que ameaça a segurança de Alexandria. Jadis revela que Rick estava prestes a receber o Echelon Briefing e subir de ranking no CRM e chega a um acordo onde Rick retornará ao CRM enquanto Michonne pode ir para casa, mas eles enganam um ao outro e Jadis é mordida no pescoço por um zumbi. Decidindo morrer como Anne e não como Jadis, ela diz onde encontrar o dossiê na Base de Cascadia e dá a Rick uma aliança de casamento que Gabriel encontrou para ele. Rick, então, atira em Anne. Rick dá a aliança de casamento para Michonne e eles trocam votos de casamento. Ele e Michonne então decidem pegar o helicóptero de Jadis e retornar ao CRM para encontrar o dossiê e detê-los de uma vez por todas.
Rick e Michonne retornam à Base de Cascadia, onde Michonne entra furtivamente, encontra e destrói o dossiê de Jadis antes de participar de um briefing para os Frontliners, onde Michonne descobre que o CRM pretende sequestrar crianças selecionadas de Portland antes de destruir a cidade com gás cloro. Rick recebe o Echelon Briefing no qual Beale o informa sobre a verdade sobre a destruição de Omaha e da Colônia Campus e o próximo ataque a Portland. Beale revela que, acreditando que a humanidade tem apenas catorze anos restantes, o CRM vai declarar lei marcial na República Cívica e destruir comunidades sobreviventes em todo o mundo, vasculhando os seus recursos para garantir a sua própria sobrevivência. Rick mata Beale com a espada dele. Rick e Michonne preparam uma bomba com gás cloro antes de serem confrontados por Thorne, que deduziu a verdade sobre a identidade de Michonne. Michonne é forçada a matar Thorne e a bomba e o gás matam o Comando da Força CRM e todos os Frontliners. Com as atrocidades do CRM expostas, o governo civil assume e reforma o CRM para ajudar outros sobreviventes, ao mesmo tempo que permite que pessoas agora possam sair e entrar na cidade. Rick e Michonne voltam para casa e finalmente se reencontram com seus filhos, Judith e R.J.

## Desenvolvimento
Sua primeira aparição no final da 2ª temporada da série de televisão foi apenas uma participação especial e foi interpretada por um substituta. O produtor Frank Darabont afirmou em uma entrevista com Fearnet em 2011 que Michonne iria aparecer na terceira temporada do programa de TV. Depois que Darabont foi despedido, especulou-se que esses planos poderiam ter mudado. No entanto, em uma entrevista ao The Watercooler no final de janeiro de 2012, Gale Anne Hurd confirmou que Michonne apareceria nas temporadas futuras.
O nome de Danai Gurira foi anunciado oficialmente, durante um episódio de Talking Dead, como a atriz escolhida para interpretar Michonne. Durante uma entrevista ao The Hollywood Reporter, Kirkman foi citado como tendo dito que "há muito nesse papel, e Danai, mais do que qualquer outra atriz, nos mostrou que ela poderia mostrar o quão intensa e forte a personagem é, e ao mesmo tempo, ter aquela parte emocional e ser capaz de mostrar uma vulnerabilidade que não vemos muito, mas que definitivamente está lá". Ele acrescentou: "Ela realmente era o pacote completo e acho que ela fará um trabalho muito bom".
Danai comentou mais tarde sobre a implementação das características de seu homólogo em quadrinhos.
| “ | Eu estava tentando realmente pesquisar a personagem e permitir que ela tivesse o máximo de dimensão possível e se abrisse ainda mais. O que você vê através da escrita e da visão do criador, você acrescenta preenchendo humanidade e investigando o passado do personagem, seus motivos e medos, todas essas coisas podem trazer um personagem multidimensional à vida. É assim que fui treinada desde o início e como criei personagens no passado no palco ou através da minha escrita dramatúrgica. Pretendo trazer tudo isso para a mesa para permitir que Michonne seja o mais rica e complexa possível. Estou animada para trazê-la à vida como alguém que realmente tem muita vida e muita complexidade. | ” |

## Recepção
Michonne foi eleita a 86ª posição no Top 100 dos heróis de quadrinhos da IGN. Em relação a personagem na televisão, sua expressão carrancuda, natureza reservada e "empoderamento negro" foram muito discutidas pelos críticos. A natureza única e independente de Michonne foi elogiada, e Um site comentou: "Pode-se argumentar que nenhum personagem é tão independente quanto Michonne". Outros, no entanto, criticaram a falta de desenvolvimento de Michonne no programa, escrevendo que "ela estava rapidamente caindo no topo de a 'mulher negra forte', pois constantemente era agredida e abusada com preocupação com seu bem-estar".
Joel Murray, da Rolling Stone, classificou Michonne em primeiro lugar em uma lista dos 30 melhores personagens de The Walking Dead, dizendo: "Ela sobreviveu sozinha por meses, descobrindo como sobreviver no deserto das circunstâncias mais adversas. Adaptou-se bem a viver em grupo e até começou a tirar partido do seu passado pré-apocalíptico de mãe e profissional para começar a pensar na melhor forma de reconstruir a sociedade. Selvagem quando tem de ser, terna e afetuosa com os seus amigos e amantes, ao mesmo tempo mortal, esta personagem (cortesia do desempenho extraordinário de Danai Gurira) representa esta série no seu melhor. Michonne não perdeu o contato com sua humanidade".